# 土戸清
土戸 清（つちど きよし、1933年3月21日 -　）は、日本の聖書学者。東北学院大学名誉教授。

## 経歴
神奈川県川崎市生まれ。1957年東京薬科大学卒業。61年東京神学大学大学院修士課程修了。69-71年ユニオン神学大学大学院（コロンビア大学大学院）留学（ＳＴＭ）。77-99年東北学院大学教授。92年「ヨハネ福音書における伝承と編集-「人の子」句を含む記事単元の伝承批判的・編集史的研究」で京都大学博士（文学）。2000-05年聖学院大学教授。東北学院大学名誉教授。元日本基督教団大森めぐみ教会牧師。
国際新約学会会員。日本新約学会会長。日本基督教学会理事。

## 著書
- 私たちの「使徒行伝」 中高生のための「使徒行伝」研究 新教出版社 1965 (つのぶえ文庫)
- 現代新約聖書入門 日本基督教団出版局 1979.3
- 現代新約聖書講解 聖書への招き24講 新地書房 1984.3
- 大学教育とカウンセリング・マインド キリスト教の視点から 新地書房 1987.2
- 人間教育とカウンセリングのこころ 教文館 1994.2
- 聖書のこころ その理解24講 教文館 1994.2
- ヨハネ福音書研究 「人の子」句を含む記事単元の伝承批判的・編集史的研究 創文社 1994.2
- 規範なき時代の宗教 聖書と現代 教文館 1997.3
- 初期キリスト教とユダヤ教 ヨハネ福音書研究の諸問題 教文館 1998.3 (聖書の研究シリーズ)
- ヨハネ福音書のこころと思想 全7巻 教文館 2001-05
- なぜキリスト教か 規範なき時代のキリスト教 教文館 2003.7
- ヨハネの世界 福音書・手紙・黙示録の歴史と神学思想 日本聖書協会 2003 (聖書セミナー
- 人間性の崩壊を救うもの 現代の教育と宗教の役割 教文館 2005.8
- 人の「優しさ」と「強さ」 現代教育の荒廃を救うもの 教文館 2007.4
- 使徒言行録 現代へのメッセージ 日本キリスト教団出版局 2009.1

## 翻訳
- 新約聖書神学概論 A.リチャードソン 渡辺英俊共訳 日本基督教団出版部 1967